# 美浦ゴルフ倶楽部
美浦ゴルフ倶楽部（みほゴルフくらぶ）は、 茨城県稲敷郡美浦村に広がるゴルフ場である。

## 概要
美浦ゴルフ倶楽部は、新たなゴルフ場建設に向け、セゾングループの「株式会社西洋環境開発」がゴルフ場経営に乗り出したことに始まる。コース名は「美浦ゴルフ倶楽部」、コース設計はロバート・T・ジョーンズJrが行い、1993年（平成5年）10月7日、18ホール規模のゴルフ場が開場された。
その後、2007年12月5日、パシフィックゴルフグループインターナショナルホールディングス株式会社グループは、ゴルフ場保有会社の統合を目的に、美浦ゴルフ倶楽部などを保有するプレミアゴルフ株式会社と他2社を合併（保有場数は16コース）。
2010年（平成22年）6月30日、パシフィックゴルフグループインターナショナルホールディングス株式会社は、社名を「PGMホールディングス株式会社」に変更、PGMグループの「PGMプロパティーズ株式会社」によって運営されている。
また、日本のプロゴルフメジャー大会の1つ、日本プロゴルフ協会主催競技でもあり、日本選手権大会に相当する、日本プロゴルフ選手権大会などの大会開催の実績がある。

## 所在地
〒300-0404 茨城県稲敷郡美浦村大字土浦字蔵後2568-19番地

## コース情報
- 開場日 - 1993年10月7日
- 設計者 - ロバート・トレント・ジョーンズ・Jr
- 面積 - 1,060,000m2（約32.0万坪）
- コースタイプ - 丘陵コース
- コース - 18ホールズ、パー72、7,010ヤード、コースレート73.2
- グリーン - 1グリーン、ベント（ペンクロス）
- フェアウエイ - コーライ
- ラフ - ノシバ
- ハザード - バンカーの69、池が絡むホール7
- プレースタイル - 乗用カート(5人乗り)、自走式、キャディ・セルフ選択可
- 練習場 - 19打席 300ヤード
- 休場日 - 無休[3][4]

## ギャラリー
- コース - 「美浦ゴルフ倶楽部」、コースガイド
- ハウス - 「美浦ゴルフ倶楽部」、施設情報

## 交通アクセス
鉄道
- 常磐線（JR東日本） - 土浦駅よりタクシー利用

道路
- 圏央自動車道 - 阿見東ICより 14km 約15分
- 圏央自動車道 - 稲敷ICより 10km 約15分
- 常磐自動車道 - 桜土浦ICより 21km 約35分[5]

## メジャー選手権
- 1998年（平成10年） - 第31回 日本女子プロゴルフ選手権大会[6]
- 2003年（平成16年） - 第71回 日本プロゴルフ選手権大会[7]

## 関連文献
- 『月刊ゴルフマネジメント』、「ゴルフ場事件判例セミナー(133)ゆったりプレーする権利を奪われたと、事業者の債務不履行を訴えた事例(東京地裁平成10年(ワ)第28846号事件(美浦ゴルフ倶楽部事件))(1) 」、服部弘志・榎本一久著、東京 一季出版、2001年11月、2020年10月9日閲覧
- 『月刊ゴルフマネジメント』、「ゴルフ場事件判例セミナー(134)ゆったりプレーする権利を奪われたと、事業者の債務不履行を訴えた事例(東京地裁平成10年(ワ)第28846号事件(美浦ゴルフ倶楽部事件))(2)」、服部弘志・榎本一久著、東京 一季出版、2001年12月、2020年10月9日閲覧
- 『建築設計資料集成』、余暇・宿泊、「美浦ゴルフ倶楽部」、日本建築学会編、東京 丸善、2002年3月、2020年10月9日閲覧
- 『財界展望』、「ゴルフ場特集 シビアな金儲けの正体を現してきた ハゲタカ外資に"食い物"にされるゴルフ場・会員 ゴールドマン・サックスは日東興業で年会費の大幅な値上げ ローン・スターは美浦ゴルフ倶楽部で新規会員を募集」、天野隆介著、東京 財界展望新社、2004年3月、2020年10月9日閲覧
- 『週刊ダイヤモンド』、「Good Shot!　週刊ダイヤモンドが選んだ日本のベスト・コース150(42)第125位 美浦ゴルフ倶楽部」、西澤忠著、東京 ダイヤモンド社、2003年3月8日、2020年10月9日閲覧
- 『ゴルフ場ガイド 東版』2006-2007、「美浦ゴルフ倶楽部（茨城県）」、東京 ゴルフダイジェスト社、2006年5月、2020年10月9日閲覧
- 『新建築』、「作品 美浦ゴルフ倶楽部 / 吉村順三設計事務所」、東京 新建築社、1994年1月、2020年10月9日閲覧